# Klucz iłżecki

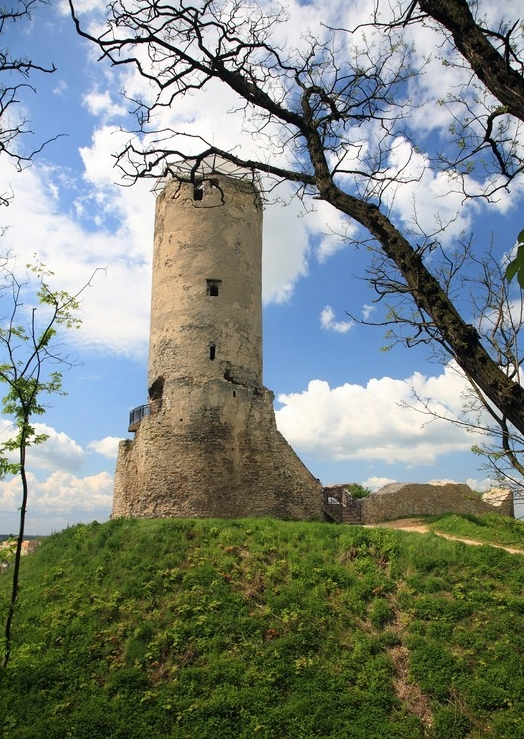
Wieża zamku biskupiego w Iłży (XIV wiek)

Klucz iłżecki – klucz dóbr biskupstwa krakowskiego, powstały pierwotnie z dworu biskupiego w Iłży i 10 okolicznych wsi. Według inwentarza z 1645 obejmował 2 miasta, 23 wsie, 6 folwarków oraz 8 młynów, natomiast inwentarz z 1653 wymienia ponadto 12 karczem i 4 kuźnice.
W skład klucza wchodziły, oprócz miasta Iłża, również m.in.: Wola, Średnice, Koryciska (Korytów), Lubienia, Jasienice.

## Literatura
1. S. Inglot: Stan i rozmieszczenie uposażenia biskupstwa krakowskiego w połowie XV wieku, 1925.
2. A. Pankowicz: Kościół katolicki w życiu państwa i narodu polskiego, Wydawnictwo Naukowe Papieskiej Akademii Teologicznej, 2002.
3. L. Stępkowski: Bartnictwo i znamiona bartne w kluczu iłżeckim w połowie XVII wieku (1645–1668), Rocz. Muz. Radom. 1978, s. 33–64.
4. S. Szczur: Kościół krakowski w tysiącleciu, Znak 2000.